# 大昌辉
大昌辉（韓語：대창휘，?—?），渤海国宗室大臣。大氏。第十一世渤海王大彝震之子。
咸和八年（838年，唐文宗開成三年）正月，大昌辉奉父大彝震之命到唐朝朝贡，带回唐文宗给大彝震敕书，敕书中称大彝震“遵礼仪而封部和乐，持法度而渤海晏宁”。在列举给渤海官员赐物的名单中，有官职担任“长史”的人物。